# Nigel Dawes
Nigel Alexander Dawes (* 9. Februar 1985 in Winnipeg, Manitoba) ist ein ehemaliger kanadischer Eishockeyspieler mit kasachischer Staatsbürgerschaft, der im Verlauf seiner aktiven Karriere zwischen 2001 und 2023 unter anderem 223 Spiele für die New York Rangers, Phoenix Coyotes, Calgary Flames, Atlanta Thrashers und Canadiens de Montréal in der National Hockey League (NHL) auf der Position des linken Flügelstürmers bestritten hat. Zudem absolvierte Dawes über 600 Spiele in der Kontinentalen Hockey-Liga (KHL).

## Karriere

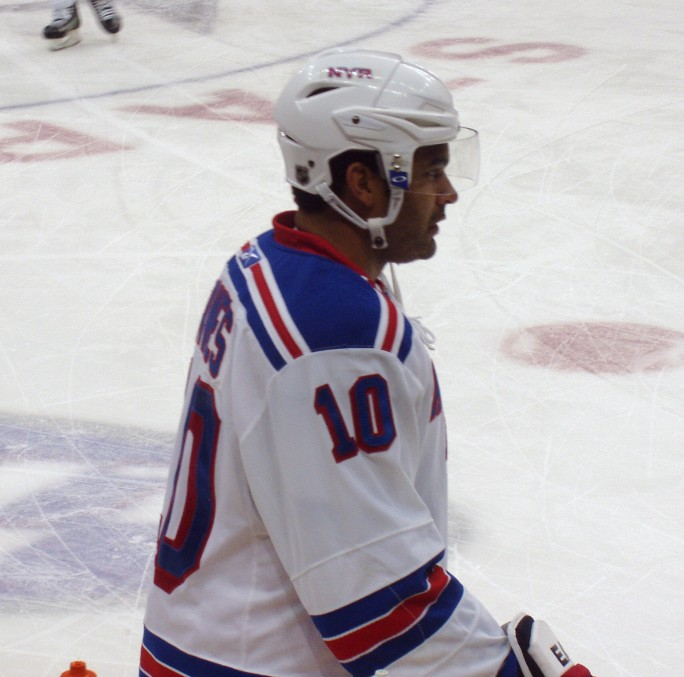
Dawes im Trikot der New York Rangers (2008)

Nigel Dawes begann seine Profikarriere als Eishockeyspieler bei Kootenay Ice, für die er von 2001 bis 2005 in der Western Hockey League aktiv war. Mit der Mannschaft gewann er im Jahr 2002 sowohl die Meisterschaft der WHL als auch den traditionsreichen Memorial Cup. In dieser Zeit wurde er im NHL Entry Draft 2003 in der fünften Runde als insgesamt 149. Spieler von den New York Rangers ausgewählt. Für das Farmteam der Rangers aus der American Hockey League, das Hartford Wolf Pack, spielte Dawes erstmals in der Saison 2003/04. Nachdem er die Zeit des Lockouts in der NHL-Saison 2004/05 in der WHL bei Kootenay Ice verbracht hatte, spielte der Kanadier in der Saison 2005/06 die gesamte Spielzeit für Hartford in der AHL.
In der folgenden Saison gab Dawes sein Debüt in der National Hockey League für New York und erzielte ein Tor in acht Spielen der regulären Saison. Zudem stand er einmal in den Playoffs für die Rangers auf dem Eis. Obwohl Dawes in den folgenden beiden Spielzeiten deutlich mehr Eiszeit erhielt, wurde er kurz vor dem Ende der Trade Deadline in der Saison 2008/09 an die Phoenix Coyotes abgegeben, für die er bis Saisonende zwei Assists in zwölf Spielen erzielte.
Im September 2010 unterzeichnete Dawes als Free Agent bei den Atlanta Thrashers. Die Saison 2010/11 begann er im Farmteam bei den Chicago Wolves und wurde nach starken Leistungen in der American Hockey League im Saisonverlauf in den NHL-Kader der Thrashers berufen. Im Februar 2011 wurde er gemeinsam mit Brent Sopel im Austausch für Ben Maxwell und einem Viertrunden-Wahlrecht im NHL Entry Draft 2011 an die Montréal Canadiens abgegeben. Für diese bestritt der Linksschütze vier Begegnungen und verbrachte die restliche Spielzeit im Farmteam bei den Hamilton Bulldogs und erreichte mit diesen die Conference Finals. In den Playoffs steuerte der Stürmer 22 Scorerpunkte zum erfolgreichen Abschneiden der Bulldogs bei. 
Ende Mai 2011 wechselte er gemeinsam mit Dustin Boyd in die Kontinentale Hockey-Liga zu Barys Astana, wo er bis 2018 spielte. 2015, 2016 und 2017 wurde er jeweils für das KHL All-Star Game nominiert. 2018 wechselte er nach sieben Jahren in Astana, davon zwei Spielzeiten als Mannschaftskapitän, zu Awtomobilist Jekaterinburg. Dort verweilte er zwei Spielzeiten, um schließlich erneut innerhalb der KHL zu Ak Bars Kasan zu wechseln. Dawes ist mit 293 erzielten Toren in 609 Spielen der zweiterfolgreichste Torschütze der KHL-Geschichte (Stand 31. August 2021) und war in der Saison 2017/18 mit 35 Toren bester Torschütze. Im Juni 2021 unterzeichnete Dawes einen Zweijahresvertrag bei den Adler Mannheim aus der Deutschen Eishockey Liga (DEL). Nach Erfüllung des Arbeitspapiers beendete der 38-Jährige im April 2023 seine aktive Karriere.

### International
Für Kanada nahm Dawes an den U20-Junioren-Weltmeisterschaften 2004 und 2005 teil. Dabei gewann er eine Silber- und eine Goldmedaille. Beim Deutschland Cup 2012 wurde er mit der kanadischen Nationalmannschaft Vierter und damit Letzter. Nach seiner Einbürgerung nach Kasachstan spielte er mit der dortigen Nationalmannschaft bei der Weltmeisterschaft 2016 in der Top-Division sowie bei der Weltmeisterschaft 2017, als er als Torschützenkönig und Topscorer (gemeinsam mit dem Österreicher Konstantin Komarek) auch zum besten Stürmer und in das All-Star-Team des Turniers gewählt wurde, in der Division I. Zudem vertrat er Kasachstan bei der Olympiaqualifikation für die Winterspiele in Pyeongchang 2018.

## Erfolge und Auszeichnungen
| - 2002 President’s-Cup-Gewinn mit den Kootenay Ice - 2002 Memorial-Cup-Gewinn mit den Kootenay Ice - 2003 WHL West Second All-Star Team - 2004 WHL West First All-Star Team - 2004 Brad Hornung Trophy - 2005 WHL West First All-Star Team - 2008 Victoria-Cup-Gewinn mit den New York Rangers - 2011 AHL Second All-Star Team - 2015 Teilnahme am KHL All-Star Game - 2015 KHL-Spieler des Monats Oktober | - 2016 Teilnahme am KHL All-Star Game - 2017 Teilnahme am KHL All-Star Game - 2017 KHL-Spieler des Monats September - 2017 KHL-Spieler des Monats Oktober - 2018 Teilnahme am KHL All-Star Game - 2018 KHL-Spieler des Monats Oktober - 2018 KHL-Spieler des Monats November - 2019 Teilnahme am KHL All-Star Game - 2020 Teilnahme am KHL All-Star Game |

### International
| - 2004 Silbermedaille bei der U20-Junioren-Weltmeisterschaft - 2004 Topscorer der U20-Junioren-Weltmeisterschaft - 2004 Bester Torschütze der U20-Junioren-Weltmeisterschaft - 2005 Goldmedaille bei der U20-Junioren-Weltmeisterschaft | - 2017 Bester Stürmer Weltmeisterschaft der Division I, Gruppe A - 2017 Topscorer der Weltmeisterschaft der Division I, Gruppe A - 2017 Bester Torschütze der Weltmeisterschaft der Division I, Gruppe A - 2017 All-Star-Team der Weltmeisterschaft der Division I, Gruppe A |

## Karrierestatistik

### International
| Vertrat Kanada bei: - World U-17 Hockey Challenge 2002 - U20-Junioren-Weltmeisterschaft 2004 - U20-Junioren-Weltmeisterschaft 2005 | Vertrat Kasachstan bei: - Weltmeisterschaft 2016 - Qualifikationsturnier für die Olympischen Winterspiele 2018 - Weltmeisterschaft der Division IA 2017 - Qualifikationsturnier für die Olympischen Winterspiele 2022 |

(Legende zur Spielerstatistik: Sp oder GP = absolvierte Spiele; T oder G = erzielte Tore; V oder A = erzielte Assists; Pkt oder Pts = erzielte Scorerpunkte; SM oder PIM = erhaltene Strafminuten; +/− = Plus/Minus-Bilanz; PP = erzielte Überzahltore; SH = erzielte Unterzahltore; GW = erzielte Siegtore; 1 Play-downs/Relegation; Kursiv: Statistik nicht vollständig)